# Walter Baumert
Walter Baumert (* 19. Februar 1929 in Erfurt; † 22. September 2016 in Berlin) war ein deutscher Schriftsteller. Er hat vor allem Drehbücher für Filme des DDR-Fernsehens geschrieben.

## Leben
Walter Baumert stammte aus einer preußischen Beamtenfamilie. Als 16-jähriger Gymnasiast meldete er sich freiwillig zum Volkssturm, verlor Vater und Elternhaus in Posen, geriet in amerikanische Gefangenschaft und fand schließlich seine Mutter in einem Dorf im Eichsfeld. Nach den Enthüllungen im Nürnberger Prozess verlor er seine Jugendideale und brach mit seiner bürgerlichen Welt.
Er lernte Maurer als Vorbereitung auf ein Architekturstudium, studierte aber von 1952 bis 1958 Philosophie und wurde danach Mitarbeiter beim DDR-Fernsehen. Er schrieb die Drehbücher und Fernsehspielszenarien zu 23 teilweise mehrteiligen Filmen. Die Weiterführung seines sozialkritischen Zyklus „Café an der Hauptstraße“ wurde 1976 untersagt. Auch die geplante 12-teilige Serie über die Jugend von Friedrich Engels lag 10 Jahre auf Eis, bis sie 1985 auf vier Teile reduziert in der DDR gesendet und 1989 von der BRD übernommen wurde. Die Produktion des zweiteiligen Fernsehspiels „Die Herausforderung“ wurde zweimal gestoppt, bis der Film 1986 in stark gekürzter und entschärfter Form gesendet werden durfte. Die Produktion des zweiteiligen historischen Fernsehfilms „Das erste Jahr der Befreiung“ wurde ganz untersagt. Zwei Bücher von Baumert erschienen zeitgleich in der DDR und in der Bundesrepublik.

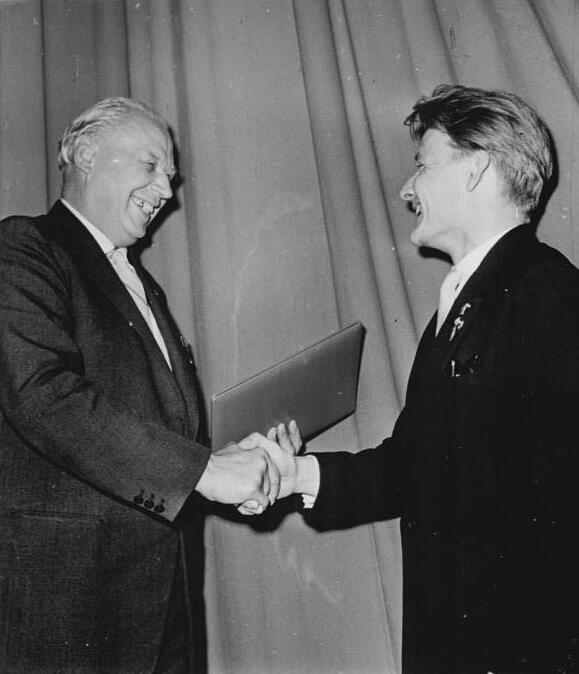
Am 16. Juni 1961 erhält Walter Baumert in Magdeburg den Literaturpreis des FDGB von Herbert Warnke (links im Bild)

Walter Baumert war verheiratet und hatte drei Kinder. Sein jüngster Sohn ist der Pianist und Komponist Leonhard Baumert, dessen erster Klavierlehrer er war.